# 2097
2097 (ММXCVII) e обикновена година, започваща във вторник според григорианския календар. Тя е 2097-ата година от новата ера, деветдесет и седмата от третото хилядолетие и осмата от 2090-те.